# Falcão-caburé
Falcão-de-pescoço-castanho ou falcão-caburé (Micrastur ruficollis) é uma ave falconiforme da família dos falcões encontrada nas florestas e até mesmo em cidades do México à Argentina, Bolívia e grande parte do Brasil. Também é conhecida pelos nomes de gavião-caburé e gavião-mateiro.

## Características
Suas propriedades fisiológicas diferem dependendo do sexo e da idade. O macho tem cerca de 33 cm de altura e pesa 165 gramas, enquanto a fêmea tem 38 cm de altura e pesa 200 gramas. Eles são pequenos, com caudas longas em camadas, asas arredondadas e pernas longas. O macho quando adulto possui a coloração cinza escuro em cima, com cinza mais claro na cabeça e pescoço. Embaixo tem listras brancas e pretas finas e tem 3 barras brancas finas na cauda preta. A fêmea e macho são semelhantes, mas a fêmea possui o pelo marrom escuro.
A íris dos olhos são marrom claro ou escuro e a pele da face, pés e dedos é amarelo claro. O falcão-caburé também apresenta uma diferença fisiológica devido a idade. Os mais jovens apresentam a pelagem para o castanhos-escuros em cima e de branco a castanho claro embaixo. Eles geralmente têm uma gola transparente na parte de trás do pescoço. O rosto é salpicado com o crepúsculo e geralmente tem um corte esbranquiçado atrás das bochechas. A região inferior é lisa ou com escamas densas, e a cauda é alongada com 4 ou 5 barras esbranquiçadas finas.

## Alimentação
A principal alimentação do gavião-caburé é de pequenas aves, mamíferos (principalmente roedores e marsupiais, como o gambá brasileiro, Marmosops paulensis,). Como os falcões Accipiter, eles tem o hábito de caçarem suas presas sentando-se quietos em galhos das árvores e esperando que a presa saia de seu esconderijo. Quando a presa é vista, os falcões rapidamente a emboscam e tentam pegar com uma caçada voadora. Além disso, os falcões-caburé utilização de outras técnicas para caçar presas, como perseguir a presa a pé, seguir colônias de formigas de correição e acústica de pássaros, por meio de um "disco facial". A espécie também foi registrada por arrastar animais de armadilhas ou gaiolas, por exemplo, durante estudos de recuperação de de marcação-recaptura. Este falcão foi o principal assassino, pois foi capaz de prender roedores e marsupiais através das barras das armadilhas da gaiola e quebrá-los em pedaços.

## Comportamento:
Os falcões - caburé passam mais da metade da parte do dia quietos, em silêncio na floresta. A espécie normalmente não tem o costume de realizar voos planados de longa duração sobre a copa das folhas. Eles costumam ser ouvidos com muito mais frequência do que vistos, principalmente durante as primeiras horas da manhã e no final da noite, já que seu canto é característico, isso facilita a identificação clara. Suas vocalizações devem soar como o latido de um cão muito pequeno e são cantadas de maneira igual por ambos os sexos. Gaviões formam casais ao longo da vida. Se um casal encontrou seu próprio território, o macho o defende contra intrusos de sua própria espécie. Eles são convidados a recuar com gritos altos e voos de perseguição, mas lutas reais entre falcões - caburé pelo controle de um território ainda não foram observadas. A espécie é considerada uma ave residente em toda a sua extensão.

## Hábitat e distribuição geográfica
Na América Central, o Falcão-Caburé é encontrado, geralmente, restrito em florestas tropicais maduras. Na América do Sul o Falcão-Caburé vive em outros tipos de floresta, mesmo as relativamente seca. No bioma Amazônia, por exemplo, é mais comum em florestas secundárias, matas de galeria, florestas pantanosas, florestas semideciduais e bordas de florestas. No Acre, o Falcão-Caburé prefere tipos de floresta perturbada e florestas abertas sazonalmente mais secas em afloramentos rochosos, mas em geral é uma ave que evita locais onde haja muito impacto humano. Não é muito visto, porém com base na voz, pode variar parecendo incomum para localização, ou até bastante comum, para grande parte de seu alcance. Isso, combinado com sua grande diversidade, fez com que fosse classificado como menos preocupante pela IUCN. É raro nas encostas orientais da Cordilheira Oriental colombiana, onde foi registrado em florestas primárias e antigas florestas secundárias em uma faixa de elevação estreita entre 1.000 e 1.500 m acima do nível médio do mar, e foi o primeiro a encontrar a Serranía de las Quinchas como recentemente em 2000/2001. A floresta secundária nestas montanhas é coberta por árvores como Melastomacea (por exemplo, Miconia e Tibouchina ) e as árvores são geralmente cobertas por epífitas e hemiepífitas como Coussapoa ( Urticaceae ).

## Reprodução
A datação na maioria das áreas de distribuição começa no início de fevereiro, até dois meses antes do início da temporada de reprodução real. O início do acasalamento é dado quando o macho se senta em uma estação de canto e começa a cantar bem alto chamando uma parceira. Quando a resposta da parceira é apropriada, ou seja, ela corresponde o canto do macho, o macho se desloca da estação de canto para um possível buraco de nidificação, onde pode então ser inspecionado pela fêmea. Se o macho mostrar interesse em ficar na caverna por muito tempo, ele caçará e entregará a presa à sua parceira. Portanto, na maioria dos casos, ocorre um emparelhamento. Se um local de nidificação é selecionado, a fêmea passa mais tempo nas imediações, ainda mais quando está perto do tempo da postura dos ovos e fica cada vez mais dependente dos cuidados do parceiro. Se utros pássaros tentarem se aproximar, serão expulsos agressivamente. Micrastur ruficollis não constrói um ninho. Eles colocam cerca de dois ou três ovos brancos em buracos nas árvores. Costumam botar ovos, principalmente no final da estação seca, com eclosão no início da estação chuvosa, pois é uma época de aumento de presas. Os ovos eclodem 33-35 dias após a colocação e os pintinhos penas 35-44 dias após a incubação. Os mais novos marcados foram despejados do território de seus pais dentro de quatro a sete semanas de sua criação, após terem conquistado a independência. As áreas de nidificação foram ocupadas ano após ano. Percebe-se um alto grau de lealdade por parte do parceiro, ou seja, não há troca de parceiros.

## Subespécies
A primeira descrição do Falcão-caburé foi em 1817 e foi feita pelo do ornitólogo francês Louis Pierre Vieillot , o primeiro do tipo que recebeu o nome científico Sparvius ruficollis. Na maioria das vezes, seis subespécies são consideradas válidas hoje, que são diferenciadas com base em sua plumagem e, principalmente, em suas vocalizações. A situação da população mais ao norte da Sierra Madre del Sur mexicana como uma subespécie independente é controverso; a maioria dos autores atualmente considera que é uma variação clínica ligeiramente mais pálida de M. r. guerrilha . A presença de diferentes pelagens em alguns, mas não em todas as subespécies, torna a classificação taxonômica exata difícil, especialmente porque outras espécies muito semelhantes do gênero do falcão - caburé ( Micrastur ruficollis) ocorre de maneira diferente em partes da área de distribuição. Por exemplo, o falcão da floresta de duas bandas ( M. gilvicollis ),que agora é considerado uma espécie independente, era uma subespécie do falcão-caburé até a década de 1970. Estudos filogenéticos modernos também confirmaram uma relação particularmente próxima entre o falcão da floresta gavião e o falcão da floresta principal (M. plumbeus ) e o falcão da floresta Minton ( M. mintonii ). A separação dessas quatro espécies ocorreu muito provavelmente há pouco tempo, no Pleistoceno . Dentro do gênero do falcão da floresta, eles formam um complexo de espécies com o nome de M. ruficollis .
- ·  Micrastur ruficollis ruficollis (Vieillot, 1816) - sul do Brasil ao Paraguai e norte da Argentina[14] ·
- Micrastur ruficollis concentricus (Lesson, 1830) - sul da Venezuela até as Guianas e Amazônia brasileira.[15]
- Micrastur ruficollis interstes (Bangs, 1907) - Costa Rica e Panamá até oeste da Colômbia e oeste do Equador[14]
- Micrastur ruficollis zonothorax (Cabanis, 1866) - Encosta leste dos Andes da Colômbia e Venezuela até a Bolívia ·
- Micrastur ruficollis olrogi (Amadon, 1964) - Florestas subtropicais do noroeste da Argentina·
- Micrastur ruficollis guerilla (Cassin, 1849) - Floristas úmidas do S do México à Nicarágua